# SpaCy
spaCy (pronunciación en inglés: [speɪˈsiː]) es una librería de software para procesamiento de lenguajes naturales, reconocimiento de nombres de entidades, análisis de redes, visualización de datos, análisis, visual analysis, análisis de contenidos, enriching, anotación desarrollado por Matt Honnibal y programado en lenguaje Python. Fue lanzado en febrero de 2015 estando su desarrollo activo y siendo utilizado en distintos entornos.
Es software libre con Licencia MIT su repositorio se encuentra disponible en Github.

## Características principales
- Tokenización no destructiva
- Compatibilidad con tokenización alfa para más de 65 idiomas[1]
- Soporte integrado para componentes de canalización entrenables, como reconocimiento de entidades nombradas, etiquetado de parte de la voz, análisis de dependencias, clasificación de texto, vinculación de entidades, entre otros
- Modelos estadísticos para 17 idiomas
- Aprendizaje multitarea con transformadores previamente entrenados como BERT
- Compatibilidad con modelos personalizados en PyTorch, TensorFlow y otros marcos

## Usos
El software IA2 utiliza el motor de spaCy para realizar análisis de fallos judiciales con el objetivo de generar anonimato de cierta información.